# 张宁馨
张宁馨（2003年10月29日—），是中國大陸湖北省黃石市出身的漫畫家。

## 生平
张宁馨父母是湖北省黃石市當地一家報紙的記者，兩人在张宁馨在2歲多時前往上海發展，成為當地兩家雜誌主編。2008年春節兩人返鄉時，發現张宁馨患上了自閉症，母親刘慧芳為此辭職照顧张宁馨，期間刘慧芳發現张宁馨的繪畫天賦，並教张宁馨創作指印漫畫，刘慧芳為漫畫配文字。2010年元旦，张宁馨首幅指印漫畫在武漢報紙上發佈。2011年，张宁馨母女的指印漫畫在《知音漫客》姊妹刊《漫客·星期天》上連載。同年，百度邀請张宁馨設計六一国际儿童节的百度节日Logo。2012年，张宁馨和父母參加东方卫视製作的真人秀節目《天哪！我们变小啦！》。
2013年4月，刘慧芳為了鍛煉张宁馨的寫作能力，鼓勵张宁馨養倉鼠並每天寫觀察日記。一年後，刘慧芳又鼓勵张宁馨將觀察日記的內容畫成畫，還開設了博客「张宁馨一日一画」發佈插畫。插畫合集後以《仓鼠日记》為名在中國大陸出版。2015年张宁馨為第六届中国潜江龙虾节設計吉祥物。2016年11月，张宁馨和星艺库(湖北)影视文化簽約成為藝人。

## 作品
- 《三口之家》（2010年）
- 《张宁馨指印画：弟子规》（2011年）
- 《仓鼠日记》（2014年）